# Обухов, Макар Михайлович
Макар Михайлович Обухов (Тунню; 16 марта 1902 — 31 декабря 1952) — советский государственный и партийный деятель, участник Гражданской войны, первый председатель исполкома Корякского окружного Совета депутатов трудящихся (1930—1952).

## Биография

### Революционная деятельность
Являлся убеждённым членом партии большевиков, в которую вступил в 14-летнем возрасте. Вёл подпольную партийную работу на Дальнем Востоке среди местного и русского населения, неоднократно подвергался за это арестам. После Февральской революции 1917 года — член совета депутатов Корякского района. С марта 1917 года — председатель Корякского комитета большевиков.
В дни Великой Октябрьской социалистической революции, в ноябре 1917 года, был комиссаром Петроградского военно-революционного комитета (по градоначальству). Вместе с Ф. Э. Дзержинским вёл работу по организации Всероссийской Чрезвычайной Комиссии (ВЧК). В начале марта 1918 года он организовал Первый Луганский социалистический отряд, оборонявший город Харьков от германо-австрийских войск.

### Гражданская война
В годы Гражданской войны — командующий Корякской группой советских войск на Дальнем Востоке, заместитель командующего и член Военного совета Дальневосточного фронта. Один из организаторов и член Реввоенсовета Дальневосточной республики.

### Первый председатель исполкома окружного СДТ
- 1923—1926 гг. — секретарь Карагинского сельского Совета
- 1926—1931 гг. — председатель Карагинского сельского Совета
- 1931—1932 гг. — инструктор, секретарь исполнительного комитета Карагинского районного Совета (Камчатская область).

После образования 10 декабря 1930 года Корякского национального округа был избран первым председателем исполкома окружного Совета депутатов трудящихся.

### Великая Отечественная война
В годы Великой Отечественной войны являлся членом Государственного комитета обороны, представителем Ставки по формированию войск (сентябрь 1941 года — февраль 1942 года) на Дальнем Востоке.

### Послевоенная деятельность
Избирался депутатом Верховного Совета СССР 1-3-го созывов. Также являлся депутатом Хабаровского краевого, Камчатского областного и Корякского окружного Советов депутатов трудящихся.

## Награды и звания
- Орден Ленина
- Орден «Знак Почёта»
- Медаль «За доблестный труд в Великой Отечественной войне 1941—1945 гг.»